# Вітольд Шабловський
Вітольд Шабловський (пол. Witold Szabłowski; 1980, Острув-Мазовецька) — польський журналіст і репортер.

## Кар'єра
Свою журналістську діяльність розпочав на телеканалі «TVN24». Стажувався в турецькій службі телеканалу «CNN».
Закінчив факультет журналістики і політології у Варшавському університеті, а також протягом року навчався у Стамбульському університеті.
2006 року працював у «Газета Виборча» (пол. Gazeta Wyborcza).
За свої репортажі отримав цілу низку відомих нагород, зокрема 2007 року здобув премію «Melchiora» в категорії «Натхнення року» за приналежність до найкращої школи репортажу (зображення невідомого обличчя Туреччини, ретельно підібрану документацію та образну мову). 2008 року здобув перемогу в конкурсі «Amnesty International» для авторів найкращих текстів, які присвячені темі прав людини, за статтю «Це з любові, сестро», яку надрукував «Duży Format» (укр. «Великий формат»). Стаття розповідає про драматичні події із життя жінок в Туреччині, які стали жертвами «Вбивства честі». 2011 року став лауреатом Премії імені Беати Павляк (пол. Nagroda imienia Beaty Pawlak) і номінувався на Літературну нагороду «Ніке»за книжку «Убивця із міста абрикосів» (пол. «Zabójca z miasta moreli» (2010)) та «Репортажі з Туреччини», які написав після бесіди із терористом Мехметом Алі Агджоєм та всією його родиною. Премію імені Беати Павляк присуджують у Польщі за найкращу публікацію про інші релігії та культури, окрім цього статті Вітольда Шабловського на турецьку тематику відзначено премією Європейського парламенту.
Разом зі своєю дружиною Ізабеллою Мейз написав книжку «Наша маленька ПНР» (пол. Nasz nowy PRL), що стала своєрідним експериментом: подружжя немовби перенеслось до 1981 року (протягом пів року вони використовували тогочасну техніку, читали тогочасні газети тощо). 2014 року Вітольд Шабловський опублікував книжку «Танечні ведмеді», яка описує життя у посткомуністичних країнах, а 2016 року видав книжку «Кулемети й вишні. Історії про добрих людей з Волині», що розповідає про Волинську трагедію. 2020 року у Видавництві Старого Лева вийшла історія життя п’ятьох найкривавіших диктаторів XX століття у спогадах їхніх кухарів «Як нагодувати диктатора».

## Переклади українською
- Вітольд Шабловський. Убивця з міста абрикосів. — К. : Темпора, 2012. — 257 с. — ISBN 978-617-569-0857.
- Вітольд Шабловський. Наша маленька ПНР. — К. : Темпора, 2013. — 494 с. — ISBN 978-617-569-163-2.
- Вітольд Шабловський. Танечні ведмеді. — К. : Темпора, 2015. — 300 с. — ISBN 978-617-569-236-3.
- Вітольд Шабловський. Кулемети й вишні. Історії про добрих людей з Волині. — Л. : Видавництво Старого Лева, 2017. — 352 с. — ISBN 978-617-679-441-7.

- Вітольд Шабловський.  Як нагодувати диктатора. Саддам Хуссейн, Іді Амін, Енвер Ходжа, Фідель Кастро і Пол Пот: історії, розказані кухарями. — Л. : Видавництво Старого Лева, 2020. — 256 с. — ISBN 978-617-679-785-2.

- Вітольд Шабловський. Кухня терору, або як збудувати імперію ножем, ополоником і виделкою. — Видавництво Старого Лева, 2023. — ISBN 978-966-448-091-5.